# Archidiecezja Aix
Archidiecezja Aix (nazwa oficjalna: archidiecezja Aix (-Arles)) – archidiecezja Kościoła rzymskokatolickiego w południowej Francji. Powstała w I wieku jako diecezja Aix-en-Provence. W V wieku została podniesiona do rangi archidiecezji metropolitalnej. W 1822 otrzymała oficjalną nazwę Aix-Arles-Embrun. W roku 2002, podczas reformy administracyjnej Kościoła francuskiego, utraciła status metropolitalny i została włączona do nowo powstałej metropolii Marsylii. W 2007 zmieniono jej nazwę oficjalną, usuwając z niej Embrun.

## Główne świątynie
- Archikatedra: Katedra Zbawiciela Świata w Aix-en-Provence
- Konkatedra: Bazylika konkatedralna św. Trofima w Arles
- Bazylika mniejsza: Bazylika Niepokalanego Poczęcia Najświętszej Maryi Panny w Tarascon